# 應天文
應文天，廣華派八卦掌傳說中的人物，因為沒有辦法確定他的真實身份，本人是否存在仍然有所爭議。
传说他是八卦掌師祖紅蓮道人和鐵拐道人之徒，韓慕俠的老師，傳授韓慕俠反八卦掌，韓慕俠拜過九位老師，但認為得力於應文天最大，稱其為九師之首，在家中擺有牌位，每日祭拜。

## 其他说法
根據高義盛的說法，八卦掌源自江西廣華山道士畢澄霞，董海川中年遊歷時拜他為師，學習八卦掌，當時應文天與宋義仁仍是年幼的道士，也跟著學拳，為董海川師弟。